# Hidrolipoclasia-ultrassônica
A Hidrolipoclasia-ultrassônica (HLCUS) é um procedimento para eliminar gordura localizada criado pelo médico italiano Maurizio Ceccarelli, surgindo como alternativa à lipoaspiração.

Hidrolipoclasia Ultrassônica

A Hidrolipoclasia Ultrassônica, também conhecida como Hidrolipoclasia Não Aspirativa, é um procedimento minimamente invasivo destinado a reduzir a gordura localizada através da quebra de tecido adiposo. O processo envolve a injeção de uma solução isotônica, como o soro fisiológico, diretamente no tecido subcutâneo, seguido pela aplicação do ultrassom que potencializa a quebra da gordura. Este procedimento é uma alternativa para pessoas que desejam reduzir a gordura localizada sem recorrer a procedimentos mais invasivos como a lipoaspiração.
A Hidrolipoclasia Ultrassônica é um procedimento minimamente invasivo destinado a reduzir a gordura localizada através da quebra de tecido adiposo. O processo começa com a injeção de uma solução, que pode ser hipotônica ou isotônica, diretamente no tecido subcutâneo, onde a gordura está localizada. A solução hipotônica é uma combinação de água destilada e/ou soro fisiológico, que tem uma menor concentração de solutos em comparação com as células de gordura, o que promove a entrada de água nessas células e facilita a sua quebra.
A solução isotônica, como o soro fisiológico, é frequentemente usada em procedimentos médicos e estéticos, incluindo a Hidrolipoclasia Não Aspirativa, devido ao seu baixo risco de efeitos adversos. Isso ocorre porque a solução isotônica tem a mesma concentração de solutos que as células do corpo, o que minimiza o risco de danos celulares. Quando a solução isotônica é injetada no tecido adiposo durante a hidrolipoclasia, ela é absorvida pelas células de gordura, tornando a membrana dessas células mais suscetível à ruptura sob as vibrações das ondas ultrassônicas. Isso facilita a quebra das células de gordura, ajudando a reduzir a gordura localizada.

A quantidade de solução isotônica usada no procedimento depende da quantidade de gordura na área a ser tratada e dos objetivos do paciente. O profissional de saúde responsável pelo procedimento determinará a quantidade ideal de solução a ser injetada, com base em uma avaliação minuciosa do paciente.

Depois da aplicação da solução, o ultrassom é utilizado na região que será tratada, com o objetivo de potencializar a desintegração da gordura, sendo um passo essencial no procedimento de Hidrolipoclasia. Ele funciona através de um dispositivo chamado transdutor piezoelétrico, este dispositivo converte energia elétrica em ondas de ultrassom e vice-versa. É alimentado por uma corrente alternada de alta frequência e pode ser ajustado para produzir diferentes modos de ondas de ultrassom, seja contínuo ou pulsado. No contexto terapêutico, como na Hidrolipoclasia, as frequências de ultrassom mais comumente usadas são 1 MHz e 3 MHz.

Vale ressaltar que, apesar da hidrolipoclasia ser um procedimento minimamente invasivo, deve ser conduzido por um profissional com qualificação adequada na área da saúde.

## Áreas tratadas
Papada, Abdomen, Flancos, Culote, Parte interna de coxa, Embaixo do glúteo (famosa bananinha), Costas.

## Contraindicações
O procedimento possui algumas contraindicações, incluindo: gestantes, lactantes, indivíduos com lesões cutâneas na região a ser tratada, portadores de doenças crônicas não controladas como hipertensão e hipertireoidismo, pessoas com infecções de pele próximas ao local do tratamento, pacientes com diabetes descompensada, dislipidemias, disfunções renais, histórico de AVC, e aqueles que possuem dispositivos eletrônicos implantados, como marcapasso cardíaco.

## O que é gordura localizada?
A gordura localizada é caracterizada pelo acúmulo de tecido adiposo em determinadas regiões do corpo, tais como abdômen, cintura, coxas, quadris e braços. Frequentemente, a gordura nessas áreas mostra-se resistente à eliminação, mesmo com a adoção de dietas e prática regular de exercícios físicos. Tal resistência deve-se a uma combinação de fatores genéticos, hormonais e metabólicos que contribuem para uma distribuição desigual de gordura no corpo.